# Mary Dyer
Mary Barrett Dyer (London, 1611. – Boston, 1. lipnja 1660.) bila je engleski kveker. Obješena je u Bostonu, Massachusettsu, zato što se borila protiv progona Kvekera iz kolonije Massachusettsa. Smatra se da je bila posljednja žrtva religioznog progona u Sjevernoj Americi.
Mary Dyer srela je Anne Hutchinson 1637., koja je propovjedala da se Bog obraća izravno vjerniku, a ne samo preko svećenstva. Dyer se pridružila Anne Hutchinson i postala aktivna u "Atnimonijskoj herezi", gdje su radile na organizaciji grupa žena i muškaraca koje bi proučavale Bibliju na drugi način u odnosu na teokratski zakon kolonije Massachusetts Bay.
1638., Mary Dyer i njen muž, William Dyer, bili su prognani iz kolonije zajedno s Anne Hutchinson. Po savjetu Rogera Williamsa, grupa kojoj su pripadale Dyer i Hutchinson preselila se u Portsmouth u koloniji Rhode Island.
Mary Dyer s mužem se vratila u Englesku, zajedno s Rogerom Williamsom i Johnom Clarkeom, gdje se Mary priključila Kvekerima nakon što je čula propovijed Georgea Foxa, i ustanovila da se propovjed slaže s idejama koje su ona i Anne Hutchinson imale više godina prije toga. Postala je Kveker po vlastitom izboru.
Dyerovi su se vratili na Rhode Island 1657. Sljedeće godine, ona je otputovala u Boston kako bi prosvjedovala protiv novog zakona koji je protjerivao Kvekere, gde je uhićena i izbačena iz kolonije (njen muž, koji nije postao Kveker, nije bio uhićen).
Mary Dyer nastavila je putovati Novom Engleskom i propovjedati Kvekerstvo, i ponovo je uhićena 1658. u New Havenu, Connecticut. Pošto je puštena na slobodu, vraća se u Massachusetts kako bi posjetila dvoje engleskih Kvekera koji su bili uhićeni. Ponovo je uhićena i ovaj put joj je trajno zabranjen povratak u koloniju. Treći put otputovala je u Massachusetts, s grupom Kvekera, da bi javno prosvjedovala protiv zakona. Uhićena je i osuđena na smrt. Nakon kratkog suđenja, drugo dvoje Kvekera obješeno je, ali kako je njen suprug bio prijatelj guvernera Johna Winthropa, uspio je da omogućiti joj pomilovanje u posljednjem trenutku, protiv njene volje, jer je odbila da pokajati se i odrekne kvekerske vjere.
Bila je primorana vratiti se na Rhode Island. Putovala je na Long Island, kako bi propovjedala, ali njena savjest je vodila da se vrati u Massachusetts 1660., i ponovo prosvjeduje protiv anti-kvekerskog zakona. Usprkos molbama muža i obitelji ponovno odbija pokajanje i ponovo je osuđena na smrt, 31. svibnja. Sljedećeg dana, Mary Dyer obješena je u Bostonu jer je bila Kveker u Massachusettsu.
Njene posljednje riječi bile su:
Njen kip nalazi se ispred zgrade Državne uprave Massachusettsa u Bostonu.

## Vanjske poveznice
- Mary Dyer biografija (engl.)  Arhivirana inačica izvorne stranice od 27. srpnja 2009. (Wayback Machine)
- Claus Bernet: Mary Dyer, in: BBKL, 20, 2002, 414-420, online: http://www.bautz.de/bbkl/d/dyer_m.shtml